# Gelis rufoniger
Gelis rufoniger là một loài tò vò trong họ Ichneumonidae.